# 달수의 차, 차, 차
《달수의 차, 차, 차》는 1996년 7월 5일에 MBC에서 방영한 베스트극장으로, 달수 시리즈의 네 번째 이야기로 이번에는 한 초보 운전자가 운전하면서 겪는 일을 통해 우리 자동차문화의 현주소를 진단했다.

## 줄거리
출근시간에 은숙은 자동차 면허실기 시험 때문에 정신없고 달수는 자동차 시동이 잘 안 걸려 짜증스럽다. 기어이 복잡한 도로에서 달수의 고물차는 시동이 꺼지고 달수는 곤욕을 치른다. 한편, 은숙은 자동차 면허를 취득하여 기대에 부푼다. 그러던 중 큰맘 먹고 새 차를 구입한 달수는 가족동반으로 외식하러 간 자리에서 불법주차 때문에 새 차를 견인당하거나 동료들과 마신 축하주 때문에 단속에 걸려 면허를 취소당하는 등 새 차로 인해 일이 자꾸 꼬인다. 며칠간 지하철 출근전쟁을 치른 달수는 내키지 않지만 새 차를 은숙에게 맡겨 출퇴근시 도움을 받기로 결심한다.

## 등장 인물

### 주요 인물
- 강남길 : 강달수 역
- 임예진 : 은숙 역 - 달수의 아내
- 김민우 : 강영민 역 - 달수의 아들

### 그 외 인물
- 현석 : 달수의 직장상사 역
- 송도순 : 동네 반장 역
- 유판웅
- 손창호 : 동네 주민 역
- 이숙 : 영민의 친구 엄마 역